# Altzella

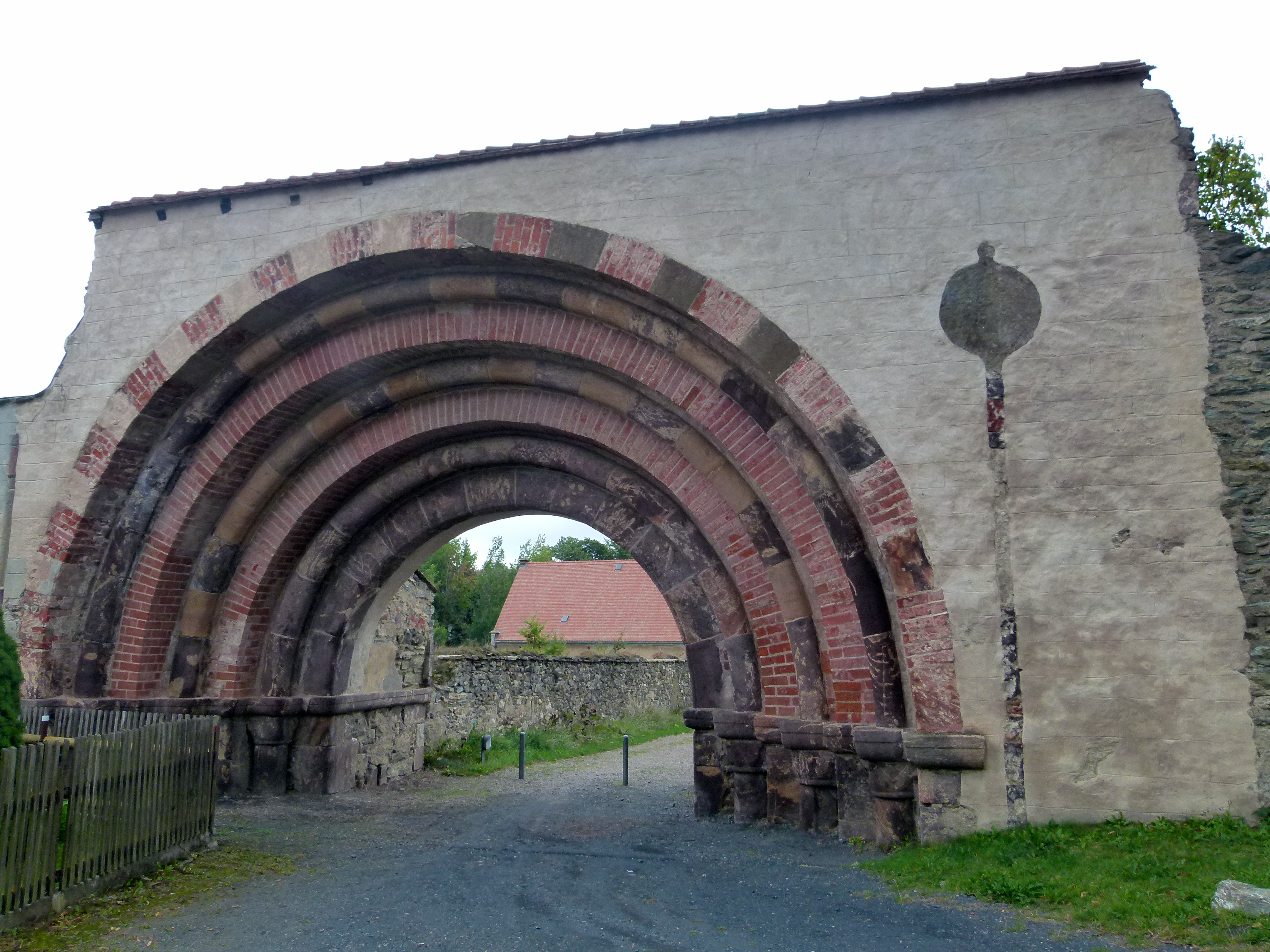
Romańska brama klasztoru

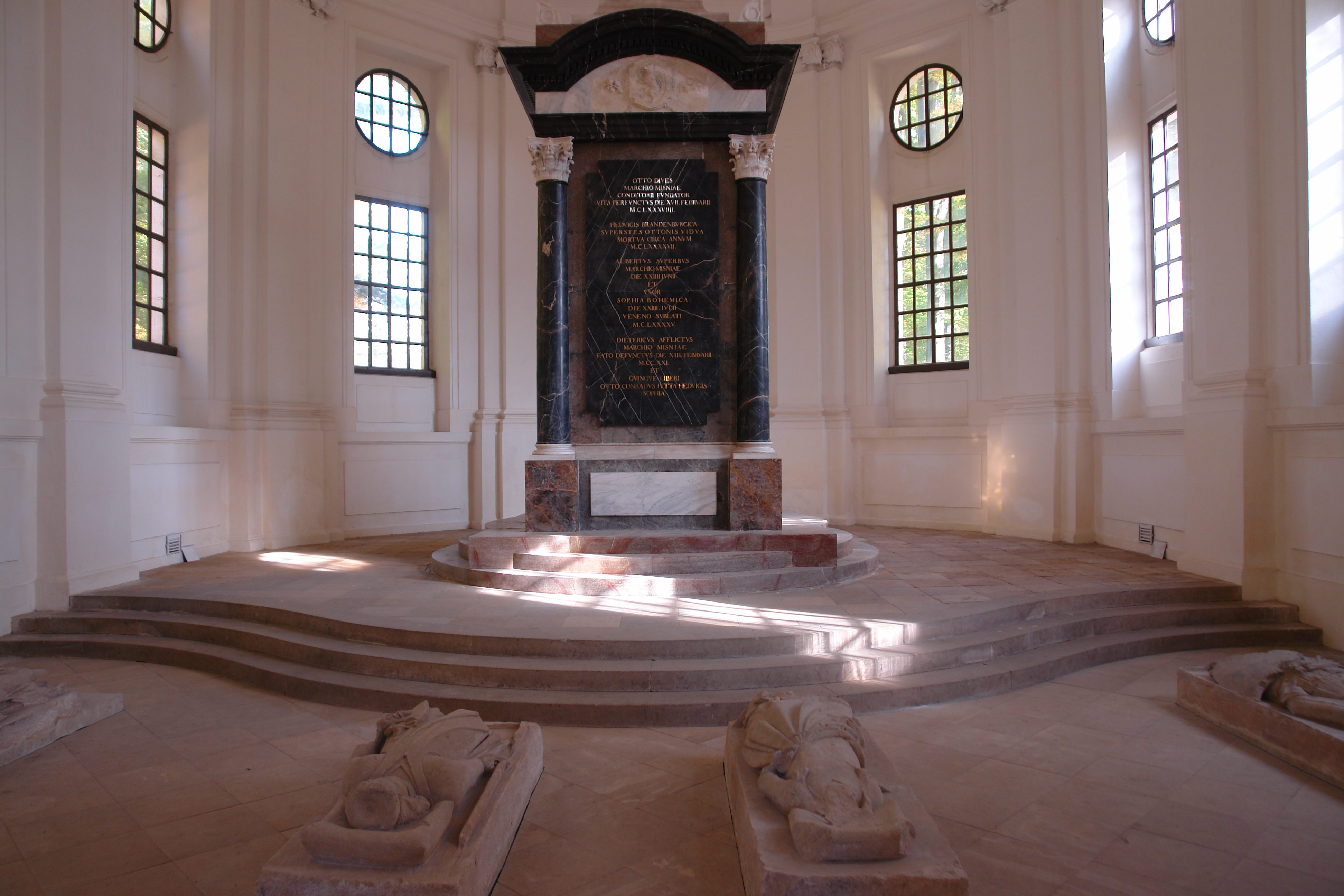
Wnętrze mauzoleum margrabiów Miśni

Altzella (dawniej także Cella, Altenzelle) - dawny klasztor cystersów w pobliżu miasta Nossen na terenie Niemiec, istniejący od XII do XVI w.; mauzoleum margrabiów Miśni z dynastii Wettinów. Obecnie teren klasztoru zajmuje park.

## Historia
Klasztor pod nazwą Sanctae Mariae Cella założony został staraniem margrabiego Miśni Ottona Bogatego. W 1162 roku otrzymał on zgodę cesarza Fryderyka Barbarossy, a w 1175 r. wprowadzili się do zbudowanego klasztoru cystersi. Kościół klasztorny poświęcono w 1198 roku. W zamierzeniu fundatora założenie miało być nekropolą rodu Wettinów - tu chowano margrabiów Miśni od 1190 do 1381 roku. Założenie klasztoru zbiegło się z odkryciem w 1168 złóż srebra w okolicy, prawdopodobnie właśnie za sprawą cystersów. Klasztor bardzo szybko się rozwijał i z czasem stał się jednym z najpotężniejszych domów zakonnych w Rzeszy, w okresie największego rozwoju mieszkało tu stale 250 mnichów. Klasztor współuczestniczył w tworzeniu uniwersytetów w Pradze i Lipsku. Miał bogatą bibliotekę i prowadził także uznaną szkołę klasztorną. Dobra klasztorne sięgały Czech.
W dobie reformacji, w 1540 roku klasztor został rozwiązany, a jego dobra (naonczas liczące 275 km², na których znajdowało się 200 wsi) zsekularyzowane. Bibliotekę przejął uniwersytet lipski. Wkrótce potem zabudowania klasztorne rozpoczęto rozbierać, m.in. w celu uzyskania budulca na budowę kościoła i zamku w pobliskim Nossen. Ocalały jedynie nieliczne zabudowania, dla których znaleziono nowe funkcje, w tym dom konwersów z romańską salą.
W 1676 roku elektor saski z rodu Wettinów, Jan Jerzy II nakazał wydobycie pochowanych tu wcześniej margrabiów Miśni i wzniesienie na terenie dawnego klasztoru mauzoleum, w którym miano złożyć ich szczątki. Budowę obiektu wówczas rozpoczęto, jednak zakończono ją dopiero w latach 1787–1804. Wówczas również urządzono na terenie klasztoru park krajobrazowy w stylu romantycznym. Park i mauzoleum istnieją do dzisiaj.

## Stan obecny
Urządzony na przełomie XVIII i XIX w. park krajobrazowy wraz z mauzoleum Wettinów istnieje do dziś. W parku znajdują się liczne ślady po dawnym klasztorze, w dawnym domu konwersów urządzono lapidarium z zabytkami z czasu cystersów oraz wystawę rękopisów z dawnej biblioteki klasztornej. Zachowała się także romańska brama wjazdowa.